# Consuelo de Haviland
Pour les articles homonymes, voir De Havilland.
Consuelo de Haviland, née le 28 avril 1955 à New York, (États-Unis), est une actrice, danseuse et écrivaine franco-américaine.

## Biographie
Elle est née à New York. Elle est membre de la famille des porcelainiers Haviland. Elle a une formation de danseuse classique, à Paris et à Sofia. Passionnée par la Russie elle est mariée à l'acteur russe Igor Kostolevsky et y est connue sous le nom de Dussya Kostolevskaya. Elle représente les chemins de fer russes en France et a activement contribué à la remise en service d'une liaison ferroviaire entre Paris et Moscou.
En 1987, elle a publié un roman, Boulevard Dondoukov, un récit romancé inspiré de sa propre vie.
Elle n'a aucun lien de parenté avec Olivia de Havilland ou sa sœur Joan Fontaine.

## Filmographie

### Cinéma
- 1979 : Lady Oscar de Jacques Demy : partenaire d'Oscar au bal noir
- 1986 : 37°2 le matin de Jean-Jacques Beineix : Lisa
- 1987 : Hôtel du Paradis de Jana Boková : Barbara
- 1988 : L'Insoutenable Légèreté de l'être de Philip Kaufman : la grande brune
- 1988 : Ne réveillez pas un flic qui dort de José Pinheiro :  Corinne
- 1989 : Riot Gun de Philippe Triboit : Hélène
- 1990 : Dancing Machine de Gilles Béhat : Liselotte Wagner
- 1991 : Lune froide de Patrick Bouchitey : la blonde
- 1991 : Riens du tout de Cédric Klapish : l'intervieweuse
- 1994 : Pourquoi maman est dans mon lit ? de Patrick Malakian : Lucie
- 1995 : Zadoc et le bonheur de Pierre-Henri Salfati : la femme de la synagogue
- 2001 : Betty Fisher et autres histoires de Claude Miller : Madame Barsky

### Télévision
- 1991 : Maguy : épisode « Adolescence de l'art » (Mademoiselle Matissa)
- 2000 : Maigret voit double de François Luciani : Josette Keller (série TV)
- 2001  Louis la brocante (Série TV) S07E02 Brigitte
- 2006 : Le Maître du Zodiaque (épisode 4) : Betty Fersen

## Théâtre
- 1992 : Sans Rancune d'après No Hard Feelings de  Sam Bobrick et Ron Clark adaptation Jean Poiret mise en scène de Pierre Mondy : le rôle d'Elisa " Bunny" Grimaldi

- 1996 : Panique au Plazza de Ray Cooney (au Théâtre Marigny)

## Publication
- 1987 : Boulevard Dondoukov (éditions Bernard Barrault)  (ISBN 978-2736000455)